# Episodi di Terapia d'urgenza
La prima stagione della serie Terapia d'urgenza è composta da 18 puntate dalla durata di 95 minuti ciascuna. È prodotta da Rai Fiction e dalla Videomedia Italia.
| nº | Titolo                     | Prima TV Italia   |
| -- | -------------------------- | ----------------- |
| 1  | Genitori e figli           | 29 agosto 2008    |
| 2  | Furia cieca                | 5 settembre 2008  |
| 3  | La notte dei morti viventi | 12 settembre 2008 |
| 4  | Segreti e bugie            | 19 settembre 2008 |
| 5  | Morire d'amore             | 26 settembre 2008 |
| 6  | Miracolo a Milano          | 3 ottobre 2008    |
| 7  | Scherzi del destino        | 10 ottobre 2008   |
| 8  | Nozze di sangue            | 17 ottobre 2008   |
| 9  | Giri di vite               | 26 giugno 2009    |
| 10 | Milano ore 6               | 3 luglio 2009     |
| 11 | Finché morte non ci separi | 10 luglio 2009    |
| 12 | Alto livello di rischio    | 17 luglio 2009    |
| 13 | Campioni                   | 24 luglio 2009    |
| 14 | Le altre verità            | 31 luglio 2009    |
| 15 | La bella e la bestia       | 7 agosto 2009     |
| 16 | Panico tra la folla        | 27 agosto 2009    |
| 17 | Vivere stanca              | 28 agosto 2009    |
| 18 | Domenica d'agosto          | 4 settembre 2009  |